# Palazzo Lopez
Il Palazzo Lopez è un palazzo signorile di San Giovanni in Fiore. A palazzo Lopez è legata la vicenda dei Fratelli Bandiera.

## Caratteristiche
Posto su via xxv aprile, solennemente bordato, presenta una facciata imponente, che si slancia in alto al cospetto della stretta strada in cui è ubicato. Il portale alto, sormontato da un arco a tutto sesto, racchiude un particolare chiave di volta  raffigurante lo stemma dell'antica famiglia dei Lopez. All'interno ampie scalinate portano fin su al secondo piano. Per accedere al terzo piano si deve accedere dall'ingresso laterale posto ad ovest, circondato da una piccola corte triangolare. Il tetto sostenuto da travi in legno, presenta volte a crociere. Niente di decorativo presentano le sue pareti se non altro la grande dimensione delle stanze e la particolarità dell'ultimo piano on le stanze tutte collegate fra di loro.

## Architettura
La costruzione dell'edificio risale al l'inizio del 1700. La pianta, come si presenta oggi, è frutto di una serie di aggregazioni di diversi manufatti, che hanno riportato ad oggi, un edificio asimmetrico. Alcune aggregazioni possono essere datate nello stesso periodo di edificazione dell'edificio, mentre altre sono state apportate successivamente. L'edificio è posto su una leggera salita, e presenta un dislivello fra il lato est e quello ovest, che molto probabilmente ha influito sul disegno generale della facciata. Il cortile laterale, cinto da mura con portone in legno, posto all'ingresso che dà l'accesso al terzo piano, racchiude gli ambienti della zona residenziale. Naturalmente sia i diversi livelli che le piante degli accorpamenti, sono collegati attraverso nodi di comunicazione, così come le stalle e le antiche cucine poste su edifici al di fuori la piccola corte trapezoidale. Altri ambienti esterni sempre la corte, sono collegati con il vicolo soprano, grazie ad un vaglio.

## Storia
L'importanza dell'edificio non è legata alle caratteristiche architettoniche dello stesso, quanto ai moti rivoluzionari di metà '800, ed in particolare alla vicenda dei fratelli veneziani Bandiera. Per questo fatto storico Palazzo Lopez è spesso citato su libri, riviste, giornali, e guide turistiche. I Fratelli Bandiera, originari di Venezia che vennero catturati dalla gendarmeria locale nel 1844. Presso Palazzo Lopez, infatti, furono deportati Emilio Bandiera e Domenico Moro dopo la loro cattura, e qui furono tenuti prigionieri per alcuni giorni. Ritrovo di patrioti liberali con idee mazziniane, che ben spesso si presentavano accompagnati da belle donne. Il fatto dei fratelli Bandiera, portò alle cronache di tutt'Italia la cittadina di San Giovanni in Fiore e Palazzo Lopez, ne fu il simbolo dei moti silani. Il riferimento ai quei tragici fatti, sono impressi nella lapide realizzata negli anni '50, posta a fianco l'ingresso principale del palazzo.

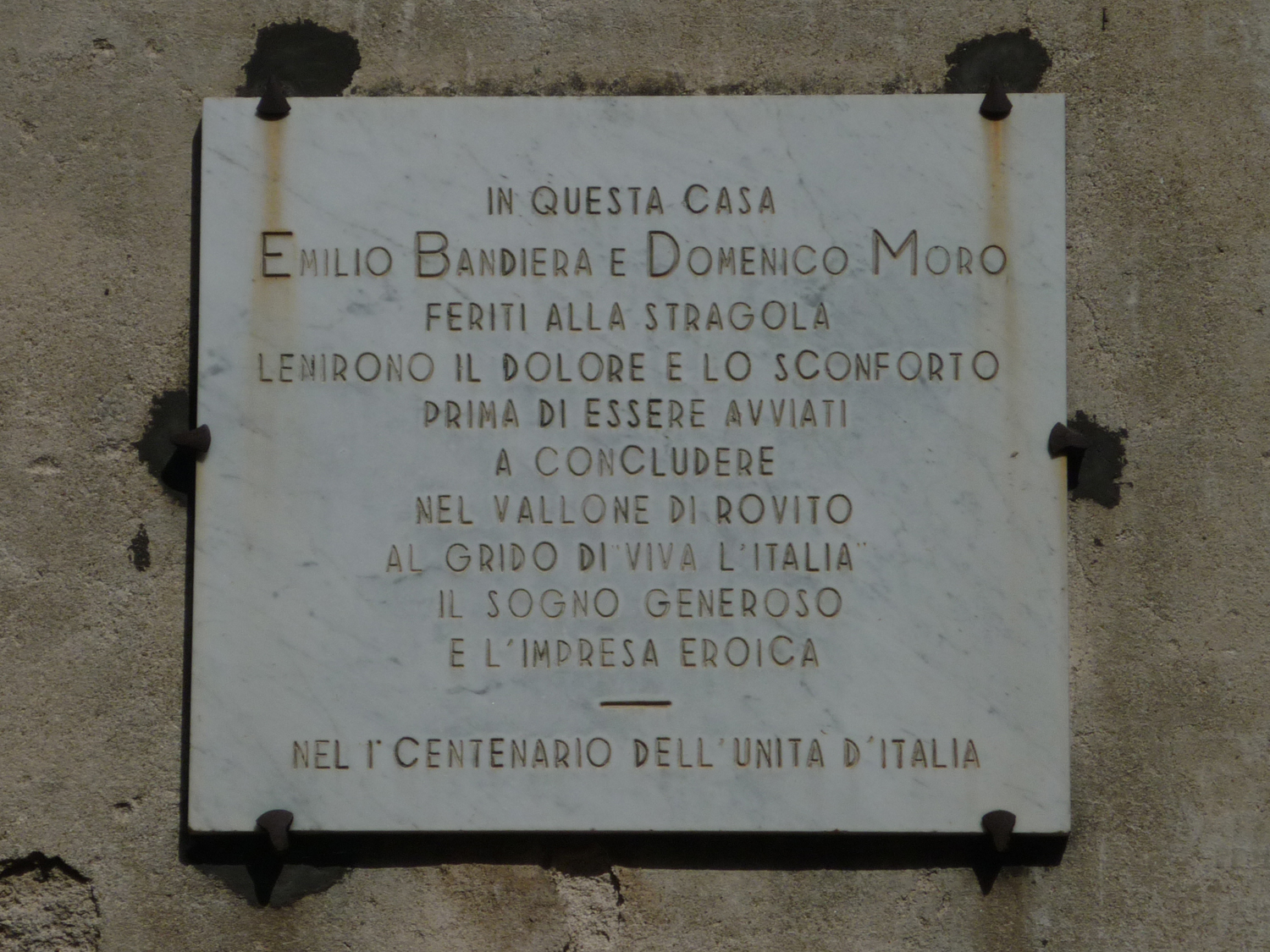
Lapide commemorativa

## Il Palazzo oggi
Nell'ultimo decennio il Palazzo è stato oggetto di gran dibattito politico/cittadino, quando questo fu ceduto dal comune di San Giovanni in Fiore, a cittadini privati, i quali vollero realizzarvi un "Bed and breakfast". Lo scatenare delle polemiche fece giungere ad una sorta di compromesso fra i privati che acquistarono il palazzo, ed il comune: ai primi fu concesso realizzare un ristorante e un pub, con la promessa di poter adibire il terzo piano a “Museo delle memorie e del Risorgimento”. Ad oggi nulla si muove in direzione del museo, mentre già da alcuni anni le attività ricettive sono state avviate.